# وزارة الصحة (البحرين)
وزارة الصحة في مملكة البحرين هي الوزارة المسؤولة من الخدمات الصحية العامة في البحرين، الوزيرة الحالية للصحة هي الدكتورة جليلة السيد جواد منذ 13 يونيو 2022.

## وزراء الصحة

### قائمة وزراء الصحة في مملكة البحرين
|    | الاسم                     | بداية الفترة   | نهاية الفترة   |
| -- | ------------------------- | -------------- | -------------- |
| 1  | الدكتور علي فخرو          | 15 أغسطس 1971  | 14 فبراير 1982 |
| 2  | جواد العريض               | 14 فبراير 1982 | 26 يونيو 1995  |
| 3  | الدكتور فيصل الموسوي      | 26 يونيو 1995  | 11 نوفمبر 2002 |
| 4  | الدكتور خليل أبراهيم      | 11 نوفمبر 2002 | 14 يناير 2005  |
| 5  | الدكتور ندى عباس          | 14 يناير 2005  | 2 نوفمبر 2010  |
| 6  | الدكتور فيصل الحمر        | 2 نوفمبر 2010  | 27 فبراير 2011 |
| 7  | الدكتور نزار البحارنة     | 27 فبراير 2011 | 6 ديسمبر 2014  |
| 8  | صادق الشهابي              | 6 ديسمبر 2014  | 30 سبتمبر 2015 |
| 9  | فائقة الصالح              | 30 سبتمبر 2015 | 13 يونيو 2022  |
| 10 | الدكتورة جليلة السيد جواد | 13 يونيو 2022  | حتى الأن       |

## الهيكل التنظيمي للوزارة

### الهيكل التنظيمي لوزارة الصحة وفقاً للمرسوم رقم 26 لسنة 2021 بأعادة تنظيم وزارة الصحة
- وزير الصحة ويتبعه:
  - إدارة الأتصال
  - وكيل الوزارة ويتبعه:
    - الوكيل المساعد للصحة العامة ويتبعه:
      - إدارة الصحة العامة
      - إدارة تعزيز الصحة

    - الوكيل المساعد للطب النفسي والرعاية الخاصة لكبار السن
    - إدارة الموارد البشرية